# Archivio biografico svizzero
Archivio biografico svizzero (ABS) è uno dei più importanti e completi dizionari biografici della Svizzera.
L'opera venne pubblicata da Willy Keller tra il 1952 e il 1958) in 6 volumi, stampati a Zurigo da EPI Verlag Internationaler Publikationen. LʾABS «presenta in brevi biografie illustrate, gli uomini che svolgono unʾattività importante nella vita culturale, economica, politica, militare e sportiva della Svizzera».